# Philipp Gottfried Gaertner
Philipp Gottfried Gaertner o Gottfried Gaertner (29 de octubre de 1754-27 de diciembre de 1825) fue un boticario, botánico, micólogo y briólogo alemán.

## Biografía
Boticario de Hanau, Gaertner pasó varios años en Estrasburgo como estudiante de la botánica.
Fue coautor con J. Scherbius (1769-1813) y con B. Meyer (1767-1813) de Oekonomisch-technische Flora der Wetterau (1799-1802, 3 vols. [vol. 1 (VI-VII.1799); vol. 2 (V-VII.1800); vol. 3 (1) (I-VI.1801); vol. 3 (2) (1802)], que dieron los nombres científicos de numerosas especies vegetales.
- La abreviatura «G.Gaertn.» se emplea para indicar a Philipp Gottfried Gaertner como autoridad en la descripción y clasificación científica de los vegetales.[4]Está en desuso P.Gaertn., y puede erróneamente aún estar citado así en la bibliografía.